# 斯特魯哈河
斯特魯哈河（羅馬化：Struha）是烏克蘭的河流，流經該國西部利沃夫州，屬於韋雷希察河的支流，河道全長16公里，流域面積37.2平方公里。